# 李磊 (1918年)
李磊（1918年—2008年2月6日），原名王国英，女，河南温县人，中国政治人物。原甘肃省妇联主任，临夏州委书记，甘肃省高级人民法院副院长。

## 生平
1936年8月参加革命工作，同时加入中国共产党。1937年七七事变后，随抗日宣传队在陇海铁路沿线工作，同年赴延安抗日军政大学、中央党校学习，毕业后留校妇女干部训练班任教育助理员。1939年在延安女子大学工作，任中央保育院保教科科长。1945年抗日战争胜利后，历任河南省济源县委和太岳四区地委组织和宣传干事，中共孟县农会妇女部长，代区委书记，地委党校教育科长，十八、十九团随军家属学校组副股长等职。
1949年10月中华人民共和国成立后，赴兰州工作，历任甘肃省妇联宣传部长、秘书长、副主任、主任（1955年8月－1956年4月），中共临夏回族自治州委书记（当时设有第一书记），甘肃省级机关党委副书记，省革委会政治部副主任等职。1973年7月至1978年7月，任第五届甘肃省妇联主任。1978年7月，任甘肃省高级人民法院副院长。
1983年离休，享受副省级医疗待遇。1999年10月，出版《悠悠岁月：李磊回忆录》，记载有三年大饥荒时期的情景。
2008年2月6日逝世。